# 馬塔莫羅斯 (塔毛利帕斯州)
馬塔莫羅斯（西班牙語：Matamoros）是墨西哥的城市，由塔毛利帕斯州負責管轄，位於該國東北部格蘭德河畔，始建於1749年，海拔9米，每年平均降雨量680毫米，2011年489,815，其中八成居民信奉天主教。

## 外部連結
- Heroica Matamoros official website （页面存档备份，存于） (Spanish)
- Matamoros:. The Gateway to Mexico (Spanish)
- International Annual Autum Festival （页面存档备份，存于） (Spanish)
- EnterateNorte.com :: Matamoros Nightlife and Community site （页面存档备份，存于） (Spanish)